# Madame Laferrière
Ej att förväxla med Madeleine Laferriere
Madame Laferrière, var en fransk modedesigner (coutureiere).
Hon etablerade sitt eget couture- eller modehus i Paris år 1849. Hon kom snart att bli en av de ledande inom sitt yrke i Paris. 
Hon var från 1860 en favoritdesigner åt kejsarinnan Eugenie av Frankrike, som gynnade olika modeskapare för olika delar av sin garderob. Charles Frederick Worth gjorde kejsarinnans aftonklänningar, Madame Laferrière förmiddagsklänningarna och Mademoiselle Félicie ytterplaggen, medan Félix Escalier var hennes frisör och Madame Virot och Madame Lebel skapade hennes hattar: samtliga bland de främsta modekreatörerna i Paris.   En annan av hennes kända kunder var Sarah Bernhardt.
Hon fortsatte ha en ledande ställning inom den parisiska modebranschen under hela andra halvan av 1800-talet, fram mot sekelskiftet 1900. Hon ska inte förväxlas med Madeleine Laferriere, som var en framgångsrik designer i samma yrke under samma period.